# Trencadís

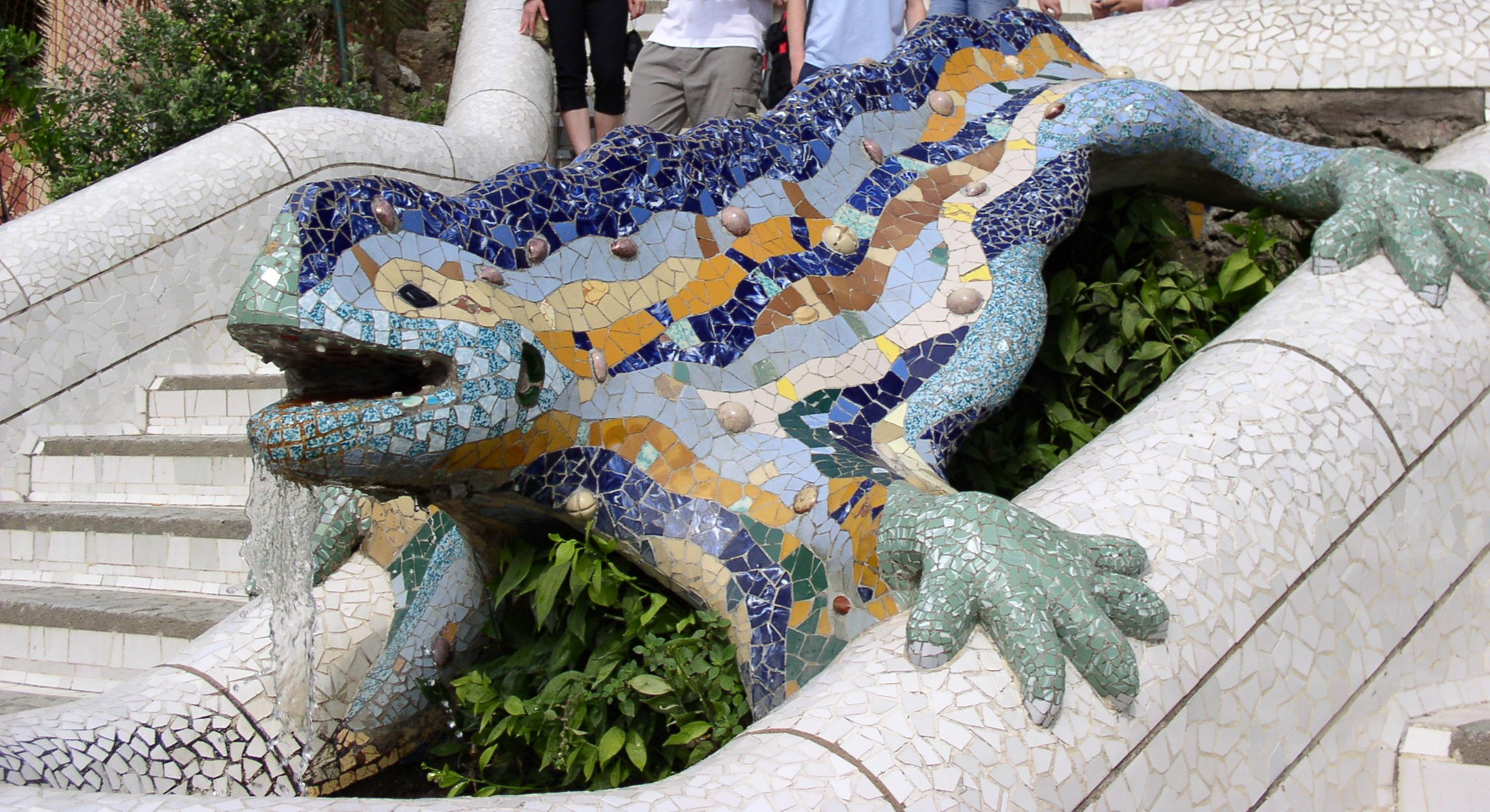
Draak- of hagedisfiguur bedekt met trencadís in Park Güell van Antoni Gaudí en Josep Maria Jujol

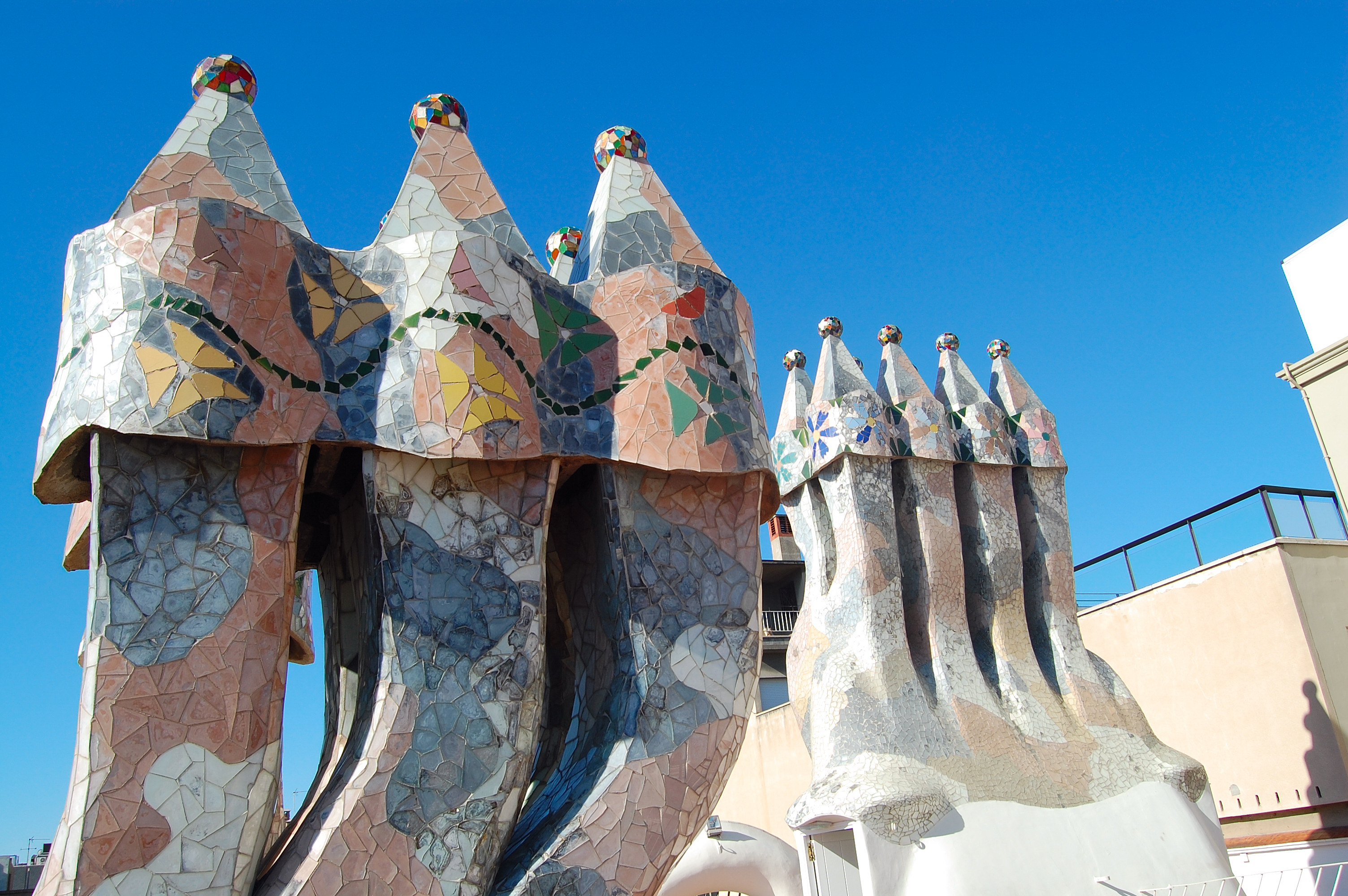
Casa Batlló van Antoni Gaudí

Trencadís is een mozaïekstijl die vaak gebruikt werd door Antoni Gaudí en andere architecten van het  Catalaans modernisme. Hierbij werden kleurrijke mozaïekcollages samengesteld uit scherven van tegels en glas die in natte specie gedrukt werden.
Catalaanse architecten als Gaudí en Josep Maria Jujol gebruikten trencadís veelvuldig in hun bouwwerken. Het bekendste voorbeeld van trencadís is Park Güell in Barcelona. Gaudí was de eerste die keramiekscherven gebruikte om gekromde oppervlakten te bedekken. Voor de trencadís gebruikte hij aardewerk dat niet goed genoeg werd geacht om verkocht te worden. Dit haalde hij uit de fabriek Pujol i Bausis in Esplugues de Llobregat en andere Spaanse aardewerkfabrieken.
In Frankrijk is een vergelijkbare mozaïekstijl die pique assiette genoemd wordt. Deze stijl werd ontwikkeld door Raymond Edouard Isadore, die in de jaren 1930 zijn huis in Chartres bedekte met glas- en aardewerkscherven.